# ネルソン・マンデラ・ベイ・スタジアム
ネルソン・マンデラ・ベイ・スタジアム（英: Nelson Mandela Bay Stadium）は南アフリカ共和国ポート・エリザベスにあるスタジアムである。スタジアム名は当地を含む都市圏「ネルソン・マンデラ・ベイ」から付けられた。

## 概要
当初は2009年に開催されたFIFAコンフェデレーションズカップの会場になっていたが、完成の遅れなどから開催を見送った。同年11月14日には南アフリカ代表と日本代表の親善試合が開催された。W杯では3位決定戦を含む8試合が行われた。IRBセブンズワールドシリーズ南アフリカ大会の会場（それまでは西ケープ州ジョージのオウタニカ・パークで開催されていた）。